# انتخابات ریاست‌جمهوری سنگال (۲۰۲۴)
انتخابات ریاست‌جمهوری سنگال در ۲۴ مارس ۲۰۲۴ برگزار شد. رئیس‌جمهور فعلی مکی سال به دلیل محدودیت‌های دوره در قانون اساسی سنگال، واجد شرایط برای انتخاب دوره سوم نبود.
انتخابات در ابتدا برای ۲۵ فوریه برنامه‌ریزی شده بود، اما با فرمان ریاست‌جمهوری در ۳ فوریه برای مدت نامعلومی، و سپس توسط مجلس ملی تا ۱۵ دسامبر به تعویق افتاد. با این حال، در ۱۵ فوریه، شورای قانون اساسی سنگال این تعویق را لغو کرد و دستور داد که انتخابات در اسرع وقت برگزار شود، و پس از آن که یک گفتگوی ملی در پایان فوریه برخلاف قانون اساسی تشخیص داده شد، دولت تاریخ انتخابات جدیدی را برای ۲۴ مارس تعیین کرد.
بسیرو دیومای فای که به جای عثمان سونکو نامزد شد، با بیش از ۵۴درصد آرا به عنوان رئیس‌جمهور سنگال انتخاب شد، در حالی که آمادو با، نامزد ائتلاف حاکم متحد در امید (BBY) به‌طور مسالمت‌آمیز شکست را پذیرفت. پیروزی فایه بعداً توسط دادگاه عالی سنگال تأیید شد.